# Bernina Express
Pour les articles homonymes, voir Bernina.
Le Bernina Express est un train en Suisse dans le canton des Grisons qui relie Coire, Davos ou Saint-Moritz à Tirano en Italie.

## Description

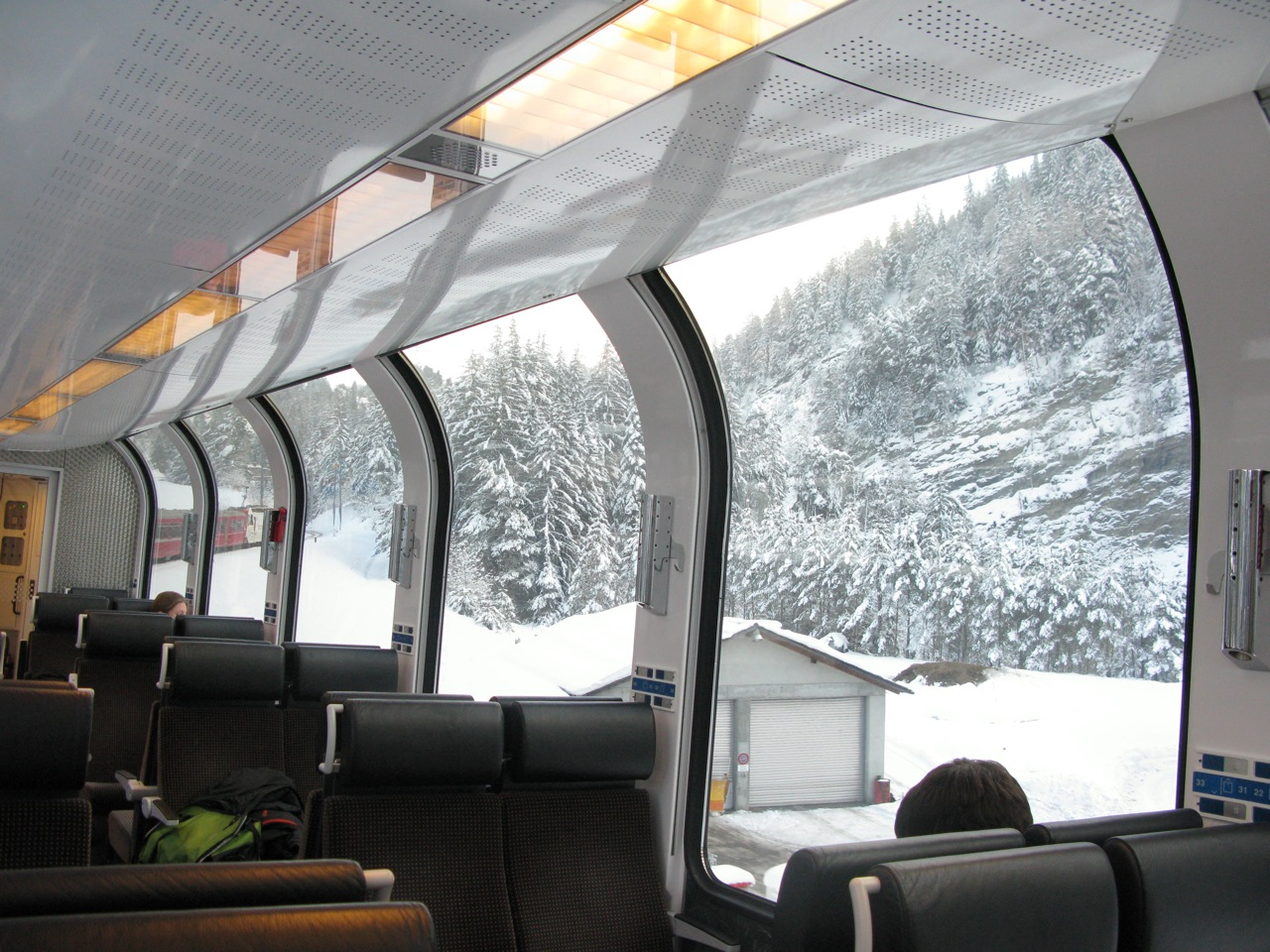
Intérieur du Bernina Express.

Ce train circule sur une voie métrique entièrement en adhérence sur le réseau du Chemin de fer rhétique, en passant par la vallée et le tunnel de l'Albula, puis par le col de la Bernina (2 253 mètres d'altitude) offrant des panoramas exceptionnels sur la chaîne de la Bernina, plus haut sommet de 4 000 m des Alpes orientales.
C'est un chemin de fer de montagne partant d'une région au climat alpin et desservant à son extrémité la ville de Tirano située à la frontière entre la Suisse et l'Italie à 429 mètres d'altitude au climat méditerranéen. Le trajet, constitué de 196 ponts et 55 tunnels,, dure environ 4 h. Pour cela, il doit vaincre des rampes impressionnantes, en particulier dans le col de la Bernina où elles atteignent 7 % sans crémaillère. Il présente également des boucles hélicoïdales dont l'une, unique au monde, sous la forme d'un viaduc hélicoïdal près du village de Brusio.
Le Bernina Express emprunte en partie les lignes de l'Albula et de la Bernina, entrées au Patrimoine mondial de l'UNESCO le 7 juillet 2008. La ligne de l'Albula a été construite entre 1898 et 1904 et est exploité par le chemin de fer rhétique depuis son inauguration : la ligne de la Bernina a été construite entre 1908 et 1910 et a fonctionné de manière indépendante jusqu'aux années 1940, date à laquelle elle a été acquise par le chemin de fer rhétique. C'est avant tout un train touristique, même si, hiver comme été, il permet aux skieurs et randonneurs d'atteindre les remontées mécaniques de la Diavolezza à partir de Saint Moritz.
Comme le Glacier Express, ce train est équipé de voitures panoramiques touristiques très modernes en 1re et 2e classes.

## Itinéraire

### Ligne de l'Albula

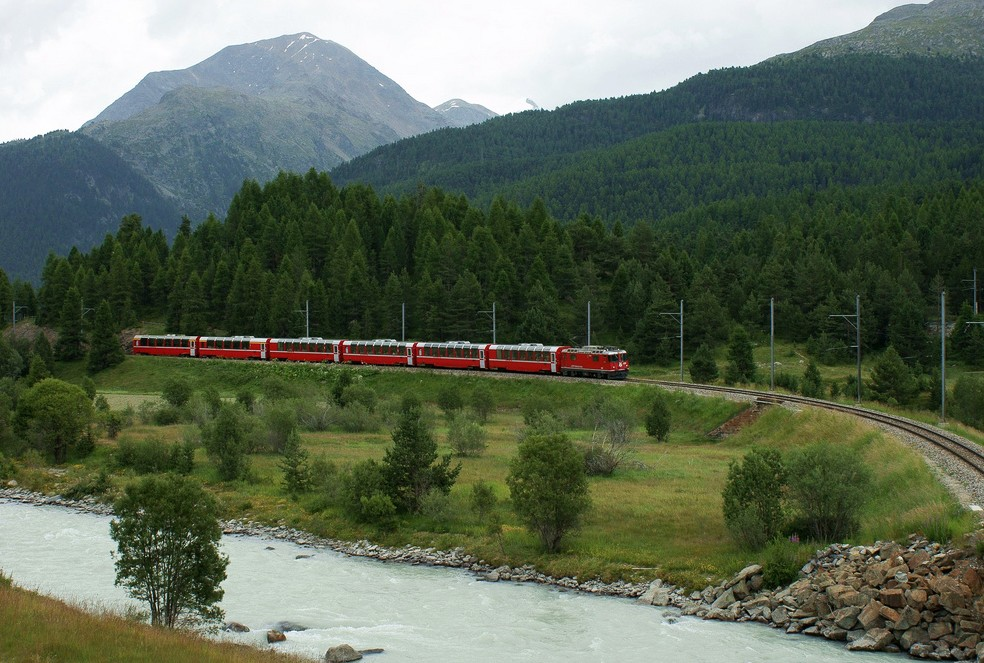
Le Bernina Express à proximité de Pontresina.

Le train quitte la ville de Coire (585 m) dans les Grisons et suit le cours du Rhin jusqu'à Bonaduz (655 m). De là, il entre dans la vallée de Domleschg et suit le Rhin postérieur de Rhäzüns (658 m) à Thusis (697 m). Le train continue en direction de Tiefencastel (851 m) en suivant l'Albula, puis traverse le viaduc de Landwasser avant d'arriver à Filisur (1 032 m). Peu de temps après Filisur, le train passe son premier tunnel en spirale et continue jusqu'à Bergün/Bravuogn. Entre Bergün/Bravuogn (1 373 m) et Preda (1 789 m), au bout de la vallée, le train doit atteindre une différence de hauteur d'environ 400 mètres avec une distance horizontale de 5 km sans utiliser de crémaillère, mais avec de nombreuses spirales. Ensuite, le train entre dans le tunnel de l'Albula à 1 815 m sous le col de l'Albula. Il débouche dans le val Bever, où il atteint Bever (1 708 m) dans la plaine de l'Engadine. Le train continue vers Samedan (1 721 m) et arrive à la gare de Pontresina (1 774 m) dans le val Bernina.

### Ligne de la Bernina

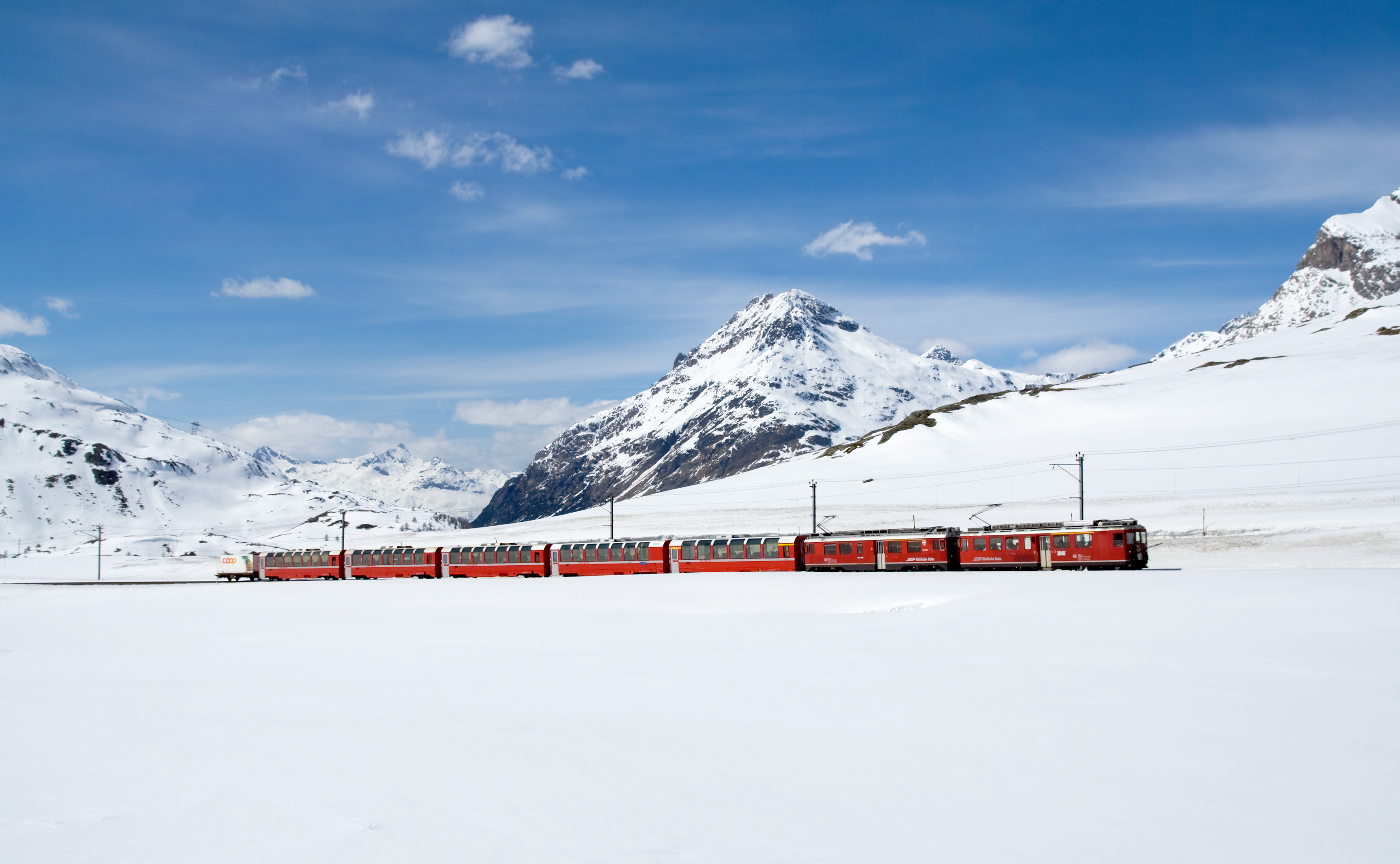
Le Bernina Express à proximité du col de la Bernina en hiver.

Le train quitte Pontresina et monte progressivement dans la vallée jusqu'au col de la Bernina en passant par la gare de Morteratsch (1 896 m), où sont visibles le glacier Morteratsch et le plus haut sommet des Alpes orientales, le Piz Bernina (4 093 m). Avant d'arriver au col de la Bernina, le train s'arrête à Bernina Diavolezza (2 093 m) et permet de rejoindre le téléphérique en direction de Diavolezza (2 921 m). Le Bernina Express atteint le sommet à la station Ospizio Bernina à 2 253 mètres au-dessus de lac blanc.
Alp Grüm (2 091 m) est la première station au sud des Alpes, située au-dessus du lac Palü et juste en dessous du Piz Palü (3 905 m) et de son glacier. Après de nombreux virages en épingle, le train atteint Cavaglia (1 693 m) au- dessus du val Poschiavo, puis la ville de Poschiavo (1 014 mètres). Le train suit ensuite le cours du Poschiavino et s’arrête à Le Prese (964 m) et à Miralago (965 m), tous deux situés au bord du lac de Poschiavo. Après Miralago, il continue sa descente vers Brusio (780 m), où il passe le viaduc en spirale de Brusio. Peu après la frontière italienne à Campocologno (553 m), le Bernina Express termine son trajet à la gare de Tirano (430 m).

### Liste des arrêts

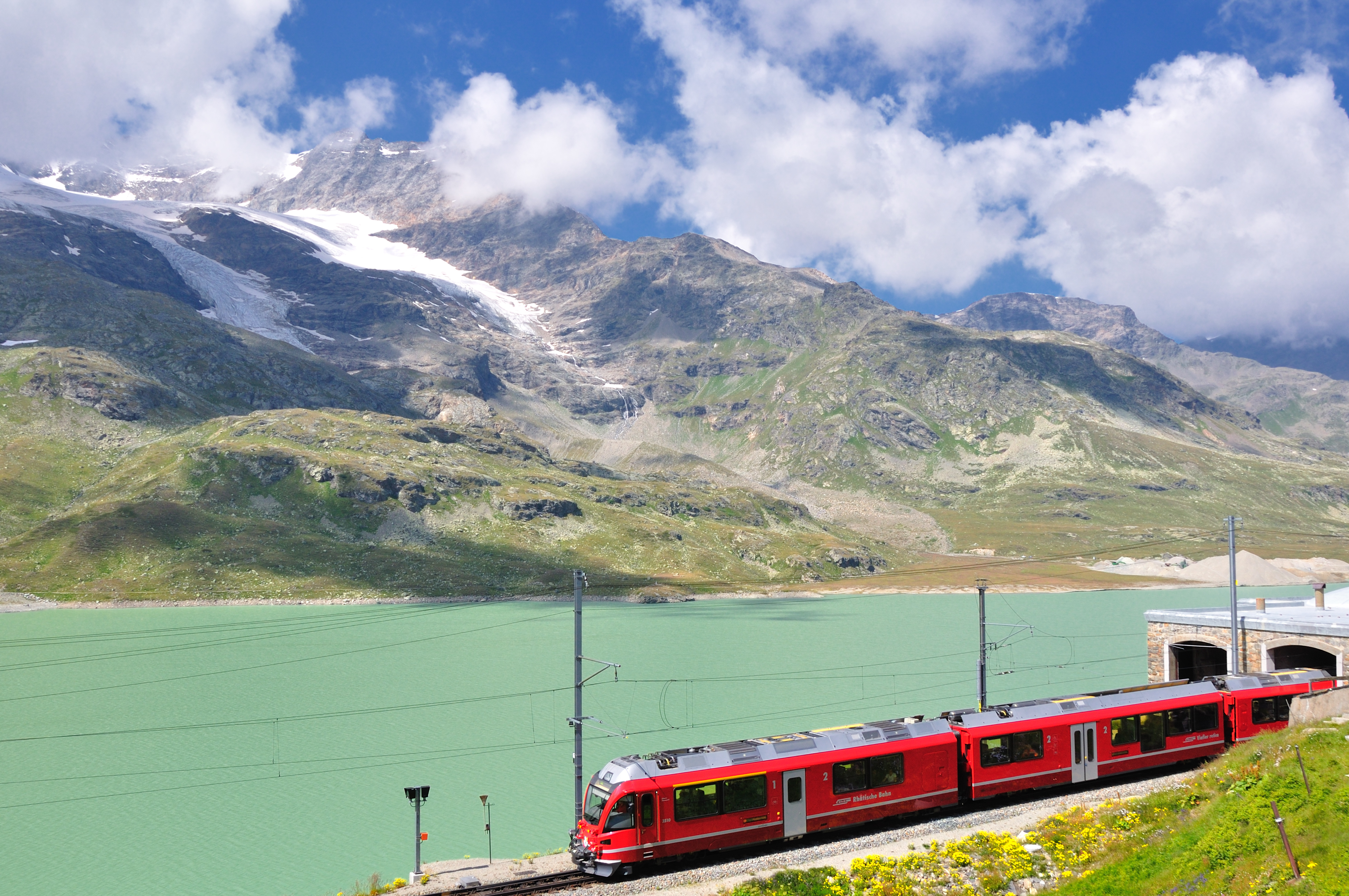
Le Bernina Express à Ospizio Bernina.

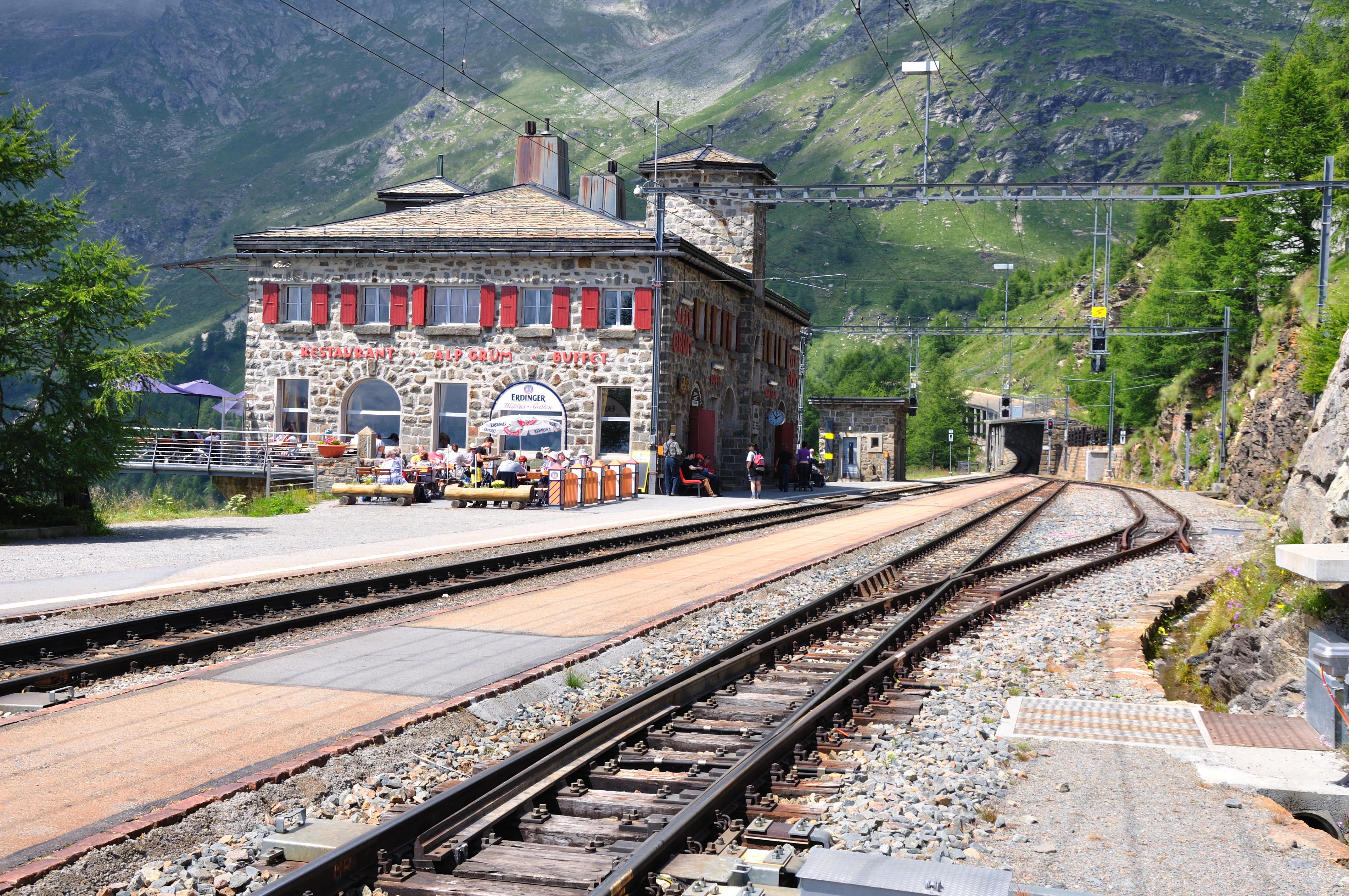
La gare d'Alp Grüm.

Les arrêts principaux sont en gras.
- Coire
- Reichenau-Tamins
- Thusis
- Tiefencastel
- Filisur
- Bergün/Bravuogn
- Preda
- Samedan
- Punt Muragl
- Pontresina
- Surovas
- Morteratsch
- Bernina Suot
- Bernina Diavolezza
- Bernina Lagalb
- Ospizio Bernina
- Alp Grüm
- Cavaglia
- Cadera
- Privilasco
- Poschiavo
- Li Curt
- Le prese
- Miralago
- Brusio
- Campascio
- Campocologno
- Tirano

## Caractéristiques
En été, le Bernina Express comprend un train spécial qui relie Coire à Pontresina en très peu d'arrêts. À Pontresina, la locomotive est changée et le train continue avec quelques arrêts jusqu'à Tirano.
En automne, en hiver et au printemps, le Bernina Express est composé de plusieurs voitures rattachées à des services régionaux. De Coire à Samedan, ils font partie d’un train RegioExpress Coire-Saint-Moritz ; de Samedan à Pontresina, ils font partie d’un train Regio Scuol-Tarasp-Pontresina ; de Pontresina à Tirano, ils font partie d’un train de la Regio reliant Saint-Moritz à Tirano.

## Lieux remarquables

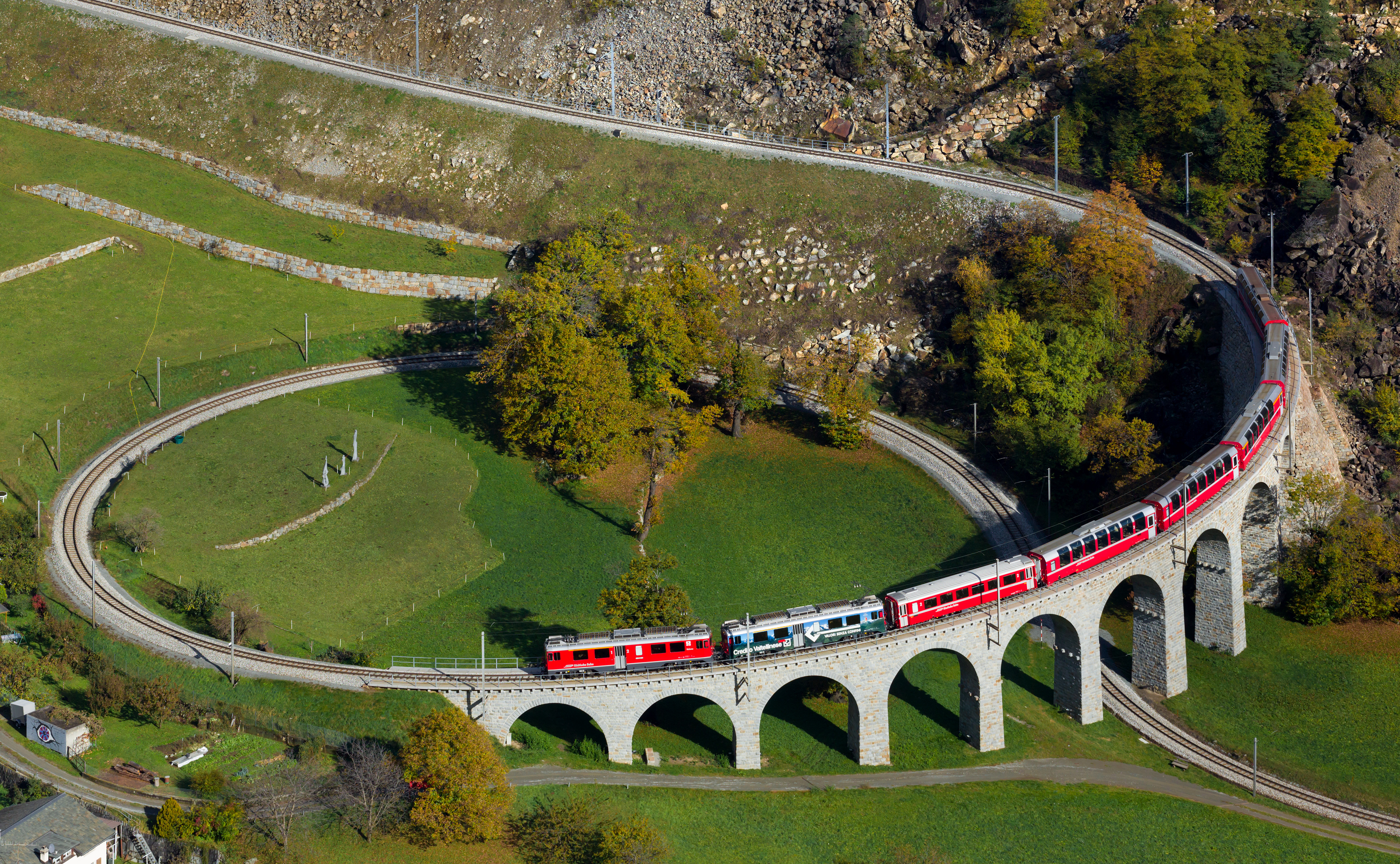
Viaduc hélicoïdal de Brusio.

- Brusio : le viaduc en forme d'hélice, d'un rayon de 70 m et entièrement visible tout au long de son développement, permet de gagner, dans un très petit espace à pente constante de 70 ‰, les trente mètres d'altitude nécessaires pour accéder à la station de Brusio ;
- Miralago : en provenance de Tirano, une fois arrivée à la gare de Miralago, la voie de chemin de fer longe le lac de Poschiavo et offre une vue panoramique spectaculaire sur le lac et la vallée, qui s'ouvre complètement à cet endroit ;
- Le Prese : pendant environ 1 km, le chemin de fer circule sur la chaussée et les véhicules sont obligés de s’arrêter pour faire passer le train en transit ; à certains endroits (particulièrement dans la localité de Sant'Antonio), les voitures frôlent les murs des maisons faisant face à la rue ;
- Poschiavo : après la gare de Poschiavo, la voie commence à remonter le long d’une crête boisée très pittoresque. Ce tronçon de la ligne de chemin de fer se caractérise par une série d'étroits virages en épingle à cheveux devant franchir une pente directe qui serait en moyenne de 70 % ;
- Alp Grüm : de la gare d'Alp Grüm sur le côté d'un alpage escarpé, il est possible d'admirer le panorama de la vallée de Poschiavo et les glaciers qui se trouvent en face de la gare elle-même ;
- Morteratsch : cette station est située au bas de la vallée du glacier Morteratsch ; de là, il est possible d'admirer le sommet de Piz Bernina et la crête qui descend de Piz Bianco.

## Galerie

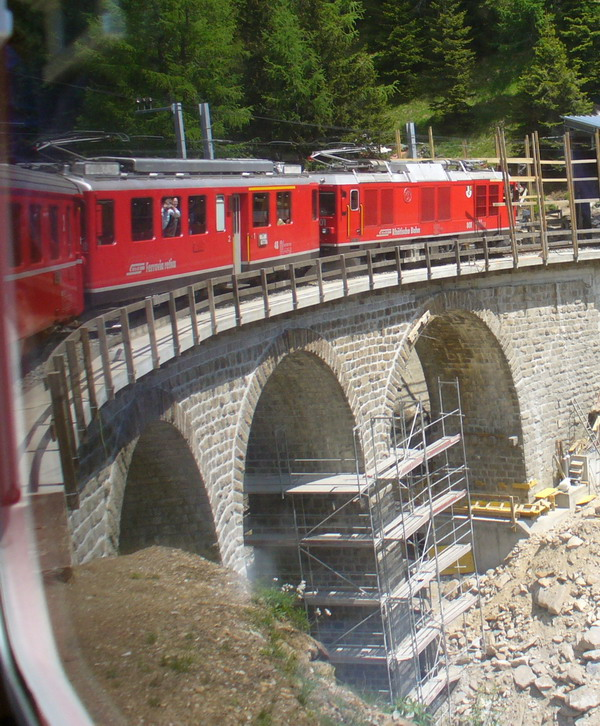
Le Bernina Express.
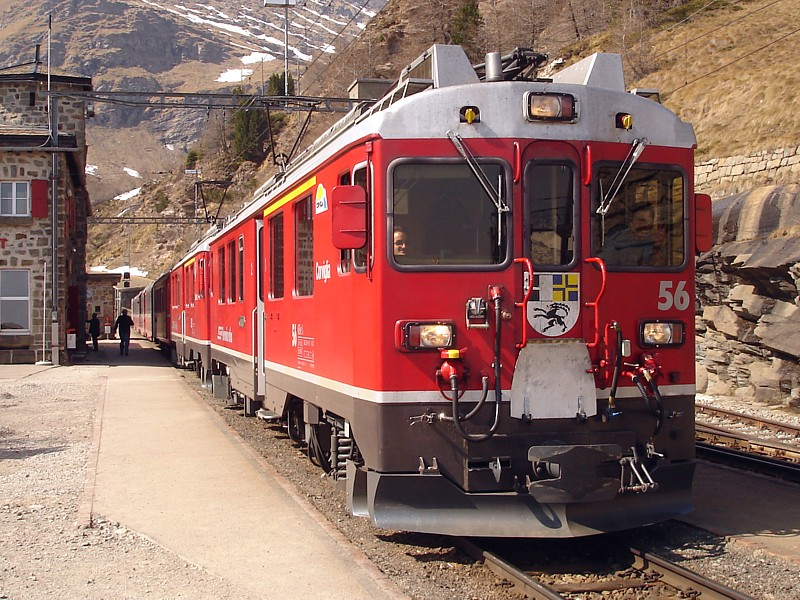
Le Bernina Express en gare d'Alp Grüm.
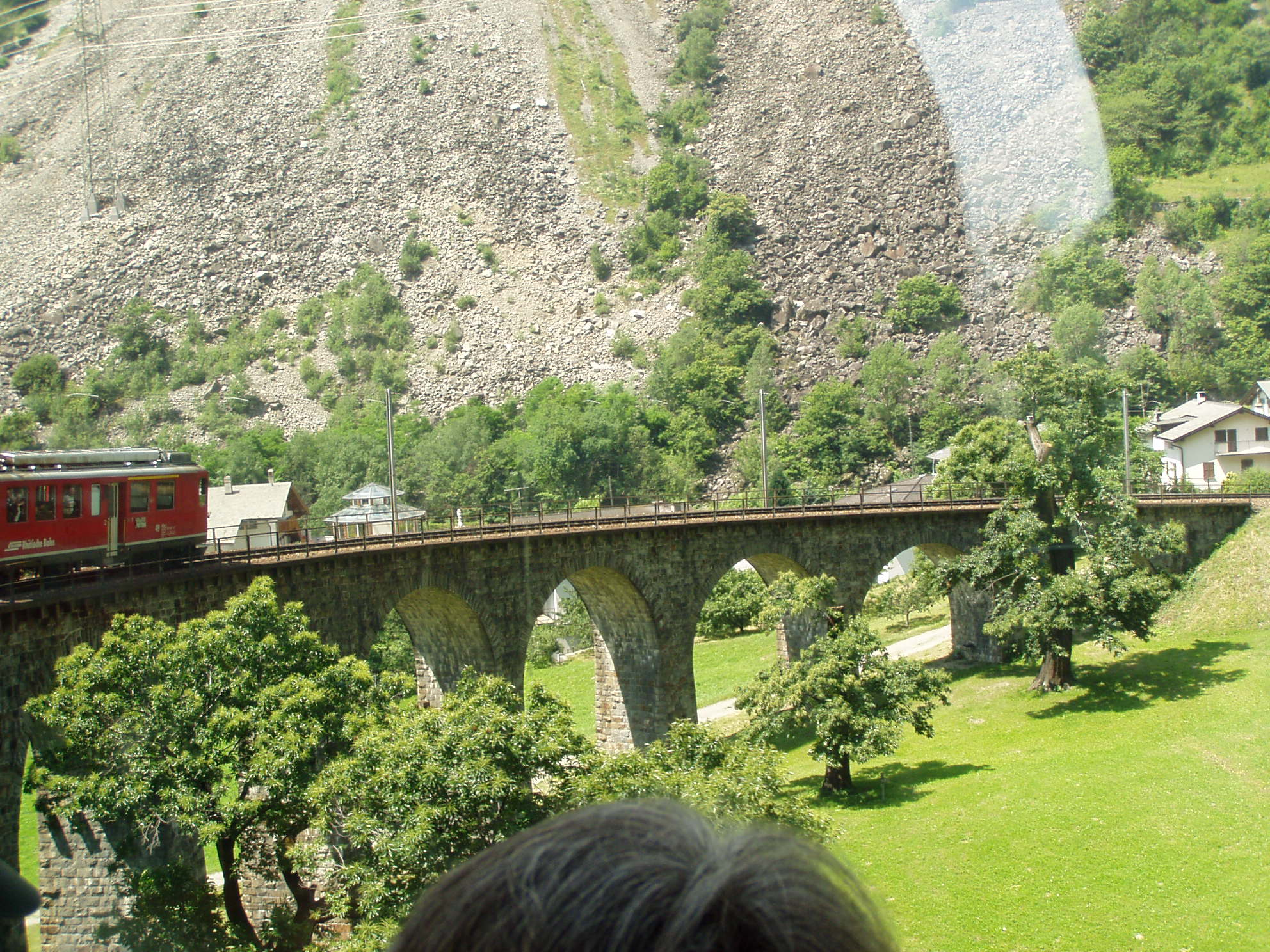
Le Bernina express sur le viaduc hélicoïdal de Brusio.
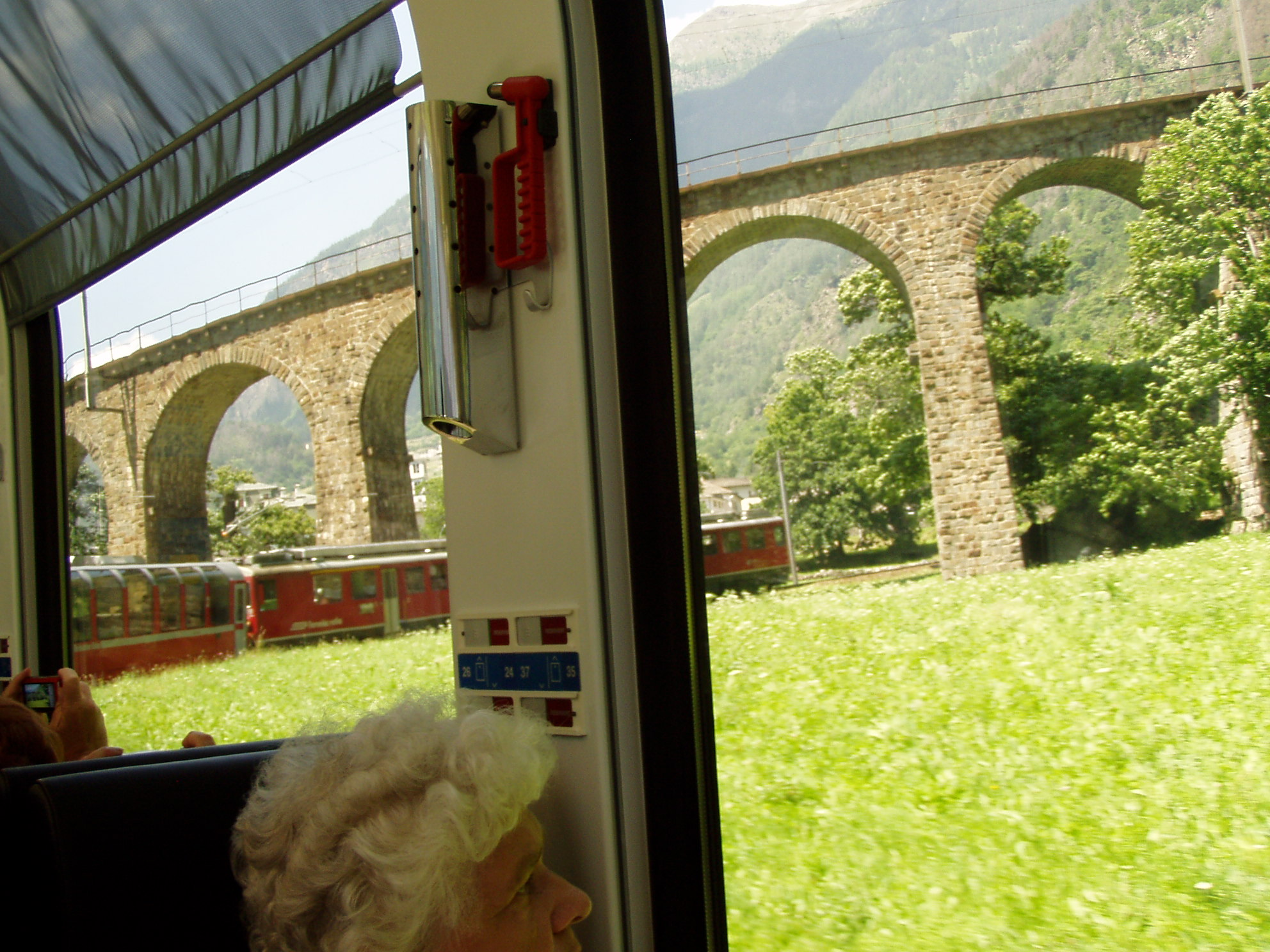
Le Bernina express sous le viaduc hélicoïdal de Brusio.
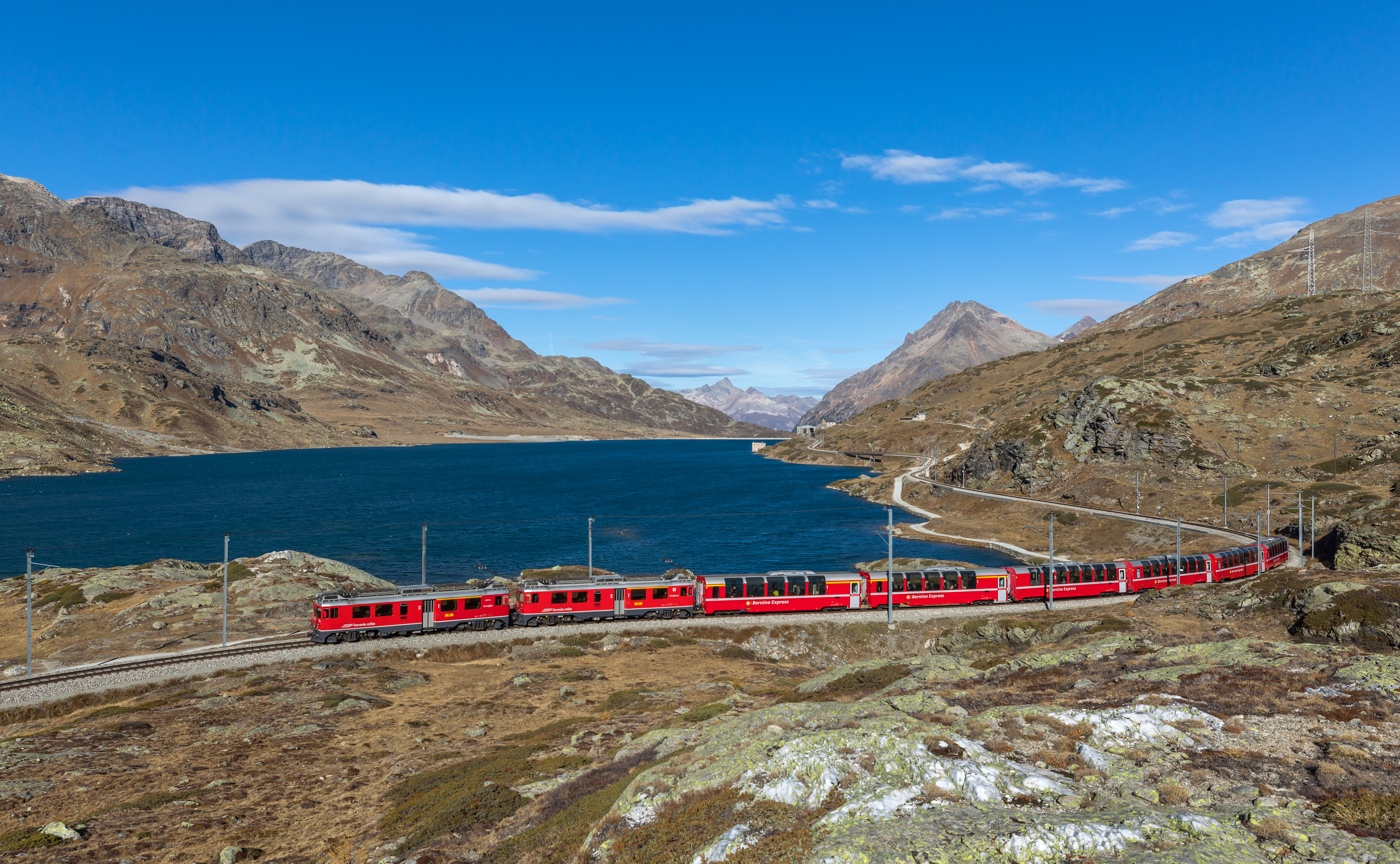
Le Bernina Express longeant le lac blanc, l'un des lacs d'Engadine (canton des Grisons). Octobre 2018.